# George Bogle
George Bogle (1747–1781) byl skotský diplomat a dobrodruh, první zástupce Britské Východoindické společnosti v Tibetu.
George Bogle byl synem zámožného kupce stejného jména z Glasgow. Ve službách Britské Východoindické společnosti byl jejím guvernérem Warrenem Hastingsem vyslán v roce 1774 do Tibetu, aby se pokusil navázat s tibetskou stranou obchodně-diplomatické styky. Jednání vedl v klášteře Tašilhünpo. Oženil se s Tibeťankou, byl první, kdo do Tibetu přinesl brambory.